# Ligne de Carmaux à Vindrac
La ligne de Carmaux à Vindrac est une ligne ferroviaire en France, qui reliait les gares de Carmaux et de Cordes et Vindrac. 
Elle constituait la ligne 744 000 du réseau ferré national.

## Histoire

### Chronologie
- 19 juillet 1905, concession à la Compagnie des chemins de fer du Midi et du Canal latéral à la Garonne (Midi)[1],
- 31 mai 1937, ouverture à l'exploitation[1],
- 1er juillet 1939, fermeture au service des voyageurs[1],
- 3 septembre 1953, déclassement[2].

### Origine
La loi du 17 juillet 1879 classe dans le réseau des chemins de fer d'intérêt général 181 lignes du plan Freycinet, dont avec le numéro 159 une ligne de 25 kilomètres de « Carmaux à un point à déterminer entre Vindrac et Laguépie ». La ligne est concédée à titre éventuel à la Compagnie des chemins de fer du Midi et du Canal latéral à la Garonne (Midi) par une convention signée entre le ministre des Travaux publics et la compagnie le 9 juin 1883. Cette convention est approuvée par une loi le 20 novembre suivant.
Le projet est réactivé en 1899 par le ministre des travaux publics lorsqu'il met en œuvre les études préliminaires pour une éventuelle déclaration d'utilité publique. La ligne est déclarée d'utilité publique par une loi, le 19 juillet 1905, celle-ci rend la concession à la Compagnie du Midi définitive.

### Travaux
Outre les aménagements des gares de raccordement, de Carmaux et de Vindrac, le chantier de la ligne est divisé en quatre lots de travaux : le premier dit de Carmaux est long de 5 200 m, le deuxième dit de Monestiés est long de 6 000 m, le troisième dit de Salles est long d'environ 7 000 m et le quatrième dit de Cordes est long de 5 955 m. En avril 1913 : pour le 1er lot, le projet d'exécution est approuvé, l'administration procède aux formalités nécessaires à l'acquisition des terrains ; pour le 2e l'implantation du tracé et les levées de détails ont été effectuées, le projet d'exécution est en cours de préparation ; pour le 3e les études définitives sont sur le point de débuter ; et pour le 4e le projet d'exécution, envoyé le 10 mars, est en attente des observations de la Compagnie du Midi.
Le chantier est ouvert au début de l'année 1915 en régie intéressée avec une main-d'œuvre composée d'un millier de prisonniers de guerre allemands qui sont cantonnés à Carmaux, Cordes, Monestiés et Vindrac. En 1917, une main d'œuvre d'ouvriers français et espagnols est substituée à celle des prisonniers. Le 1er janvier 1919, une décision ministérielle modifie l'organisation en substituant une régie administrative, à la régie intéressée. Sur les lots 2 et 3 il ne reste plus qu'à finaliser des travaux de parachèvement, sur les 1er et 4e lots les chantiers sont en cours.

### Exploitation
La ligne est ouverte le 31 mai 1937 par la communauté d'intérêt financière, commerciale et technique pour l'exploitation constituée par les Compagnies des chemins de fer de Paris à Orléans et du Midi et du Canal latéral à la Garonne pour l'exploitation de leurs réseaux. Toutefois, la ligne reste concédée par l'État à la Compagnie des chemins de fer du Midi et du Canal latéral à la Garonne.
En 1938, la toute nouvelle Société nationale des chemins de fer français (SNCF), constituée par la nationalisation des grandes compagnies de chemin de fer, ouvre un dossier sur la « fermeture éventuelle de lignes exploitées à 
titre d’essai et déficitaires : lignes de Carmaux à Vindrac et du Puy au Monastier ». 
Fermée le 1er juillet 1939. 
La voie est déposée en 1945 et déclassée le 3 septembre 1953.

## Caractéristiques

### Tracé
La voie s'écarte sur la gauche de la ligne de Castelnaudary à Rodez au nord-ouest de Carmaux, elle suit la vallée du Cérou. Contourne Monestiés par le sud et remonte vers le nord pour atteindre la gare de Monestiés, située à l'ouest du bourg.